# Золотая малина (премия, 2018)
38-я церемония объявления лауреатов премии «Золотая малина» за сомнительные заслуги в области кинематографа за 2017 год состоялась 3 марта 2018 года (по традиции за день до вручения «Оскаров») в Лос-Анджелесе (Калифорния, США). Номинанты были объявлены 22 января 2018 года.

## Список лауреатов и номинантов
Число наград / общие число номинации
- 4/4: «Эмоджи фильм»
- 2/8: «На пятьдесят оттенков темнее»
- 1/7: «Мумия»
- 1/3: «Хэллоуин Мэдеи 2»
- 1/2: «Здравствуй, папа, Новый год! 2»
- 0/9: «Трансформеры: Последний рыцарь»

 • Победители выделены отдельным цветом. 
| Категории                         | Лауреаты и номинанты                                                                                                   |
| --------------------------------- | --- |
| Худший фильм                      | • Эмоджи фильм / The Emoji Movie                                                                                       |
| Худший фильм                      | • Спасатели Малибу / Baywatch                                                                                          |
| Худший фильм                      | • На пятьдесят оттенков темнее / Fifty Shades Darker                                                                   |
| Худший фильм                      | • Мумия / The Mummy |
| Худший фильм                      | • Трансформеры: Последний рыцарь / Transformers: The Last Knight                                                       |
| Худший актёр                      | • Том Круз — «Мумия»                                                                                                   |
| Худший актёр                      | • Джонни Депп — «Пираты Карибского моря: Мертвецы не рассказывают сказки»                                              |
| Худший актёр                      | • Джейми Дорнан — «На пятьдесят оттенков темнее»                                                                       |
| Худший актёр                      | • Зак Эфрон — «Спасатели Малибу»                                                                                       |
| Худший актёр                      | • Марк Уолберг — «Здравствуй, папа, Новый год! 2» и «Трансформеры: Последний рыцарь»                                   |
| Худшая актриса                    | • Тайлер Перри (в роли Мэдеи) — «Хэллоуин Мэдеи 2» (англ.)                                                             |
| Худшая актриса                    | • Кэтрин Хайгл — «Наваждение»                                                                                          |
| Худшая актриса                    | • Дакота Джонсон — «На пятьдесят оттенков темнее»                                                                      |
| Худшая актриса                    | • Дженнифер Лоуренс — «мама!»                                                                                          |
| Худшая актриса                    | • Эмма Уотсон — «Сфера»                                                                                                |
| Худший актёр второго плана        | • Мел Гибсон — «Здравствуй, папа, Новый год! 2»                                                                        |
| Худший актёр второго плана        | • Хавьер Бардем — «мама!» и «Пираты Карибского моря: Мертвецы не рассказывают сказки»                                  |
| Худший актёр второго плана        | • Рассел Кроу — «Мумия»                                                                                                |
| Худший актёр второго плана        | • Джош Дюамель — «Трансформеры: Последний рыцарь»                                                                      |
| Худший актёр второго плана        | • Энтони Хопкинс — «Автобан» и «Трансформеры: Последний рыцарь»                                                        |
| Худшая актриса второго плана      | • Ким Бейсингер — «На пятьдесят оттенков темнее»                                                                       |
| Худшая актриса второго плана      | • София Бутелла — «Мумия»                                                                                              |
| Худшая актриса второго плана      | • Лора Хэддок — «Трансформеры: Последний рыцарь»                                                                       |
| Худшая актриса второго плана      | • Голди Хоун — «Дочь и мать её»                                                                                        |
| Худшая актриса второго плана      | • Сьюзан Сарандон — «Очень плохие мамочки 2»                                                                           |
| Худший режиссёр                   | • Тони Леондис — «Эмоджи фильм»                                                                                        |
| Худший режиссёр                   | • Даррен Аронофски — «мама!»                                                                                           |
| Худший режиссёр                   | • Майкл Бэй — «Трансформеры: Последний рыцарь»                                                                         |
| Худший режиссёр                   | • Джеймс Фоули — «На пятьдесят оттенков темнее»                                                                        |
| Худший режиссёр                   | • Алекс Куртцман — «Мумия»                                                                                             |
| Худший сценарий                   | • «Эмоджи фильм» |
| Худший сценарий                   | • «Спасатели Малибу»                                                                                                   |
| Худший сценарий                   | • «На пятьдесят оттенков темнее»                                                                                       |
| Худший сценарий                   | • «Мумия» |
| Худший сценарий                   | • «Трансформеры: Последний рыцарь»                                                                                     |
| Худший ремейк, пародия или сиквел | • На пятьдесят оттенков темнее / Fifty Shades Darker                                                                   |
| Худший ремейк, пародия или сиквел | • Спасатели Малибу / Baywatch                                                                                          |
| Худший ремейк, пародия или сиквел | • Хэллоуин Мэдеи 2 / Boo 2! A Madea Halloween                                                                          |
| Худший ремейк, пародия или сиквел | • Мумия / The Mummy |
| Худший ремейк, пародия или сиквел | • Трансформеры: Последний рыцарь / Transformers: The Last Knight                                                       |
| Худшая экранная комбинация        | • Любые два надоедливых эмоджи — «Эмоджи фильм»                                                                        |
| Худшая экранная комбинация        | • Любая комбинация из двух персонажей, двух секс-игрушек или двух сексуальных позиций — «На пятьдесят оттенков темнее» |
| Худшая экранная комбинация        | • Любая комбинация двух человек, двух роботов или двух взрывов — «Трансформеры: Последний рыцарь»                      |
| Худшая экранная комбинация        | • Джонни Депп и его вымученный образ пьяницы — «Пираты Карибского моря: Мертвецы не рассказывают сказки»               |
| Худшая экранная комбинация        | • Тайлер Перри и либо старое платье, либо изношенный парик — «Хэллоуин Мэдеи 2»                                        |